# Bambous
Pour les articles homonymes, voir Bambou (homonymie).
Bambous est un village de la république de Maurice située sur l'île principale, l'île Maurice. Bambous est le chef-lieu du district de Rivière Noire. Sa population était de 13 665 habitants en 2007.
Desservie par la route qui relie Tamarin à la capitale, Port-Louis, elle a accueilli les championnats d'Afrique d'athlétisme 2006 grâce à son stade, le stade Germain-Comarmond.

## Infrastructures

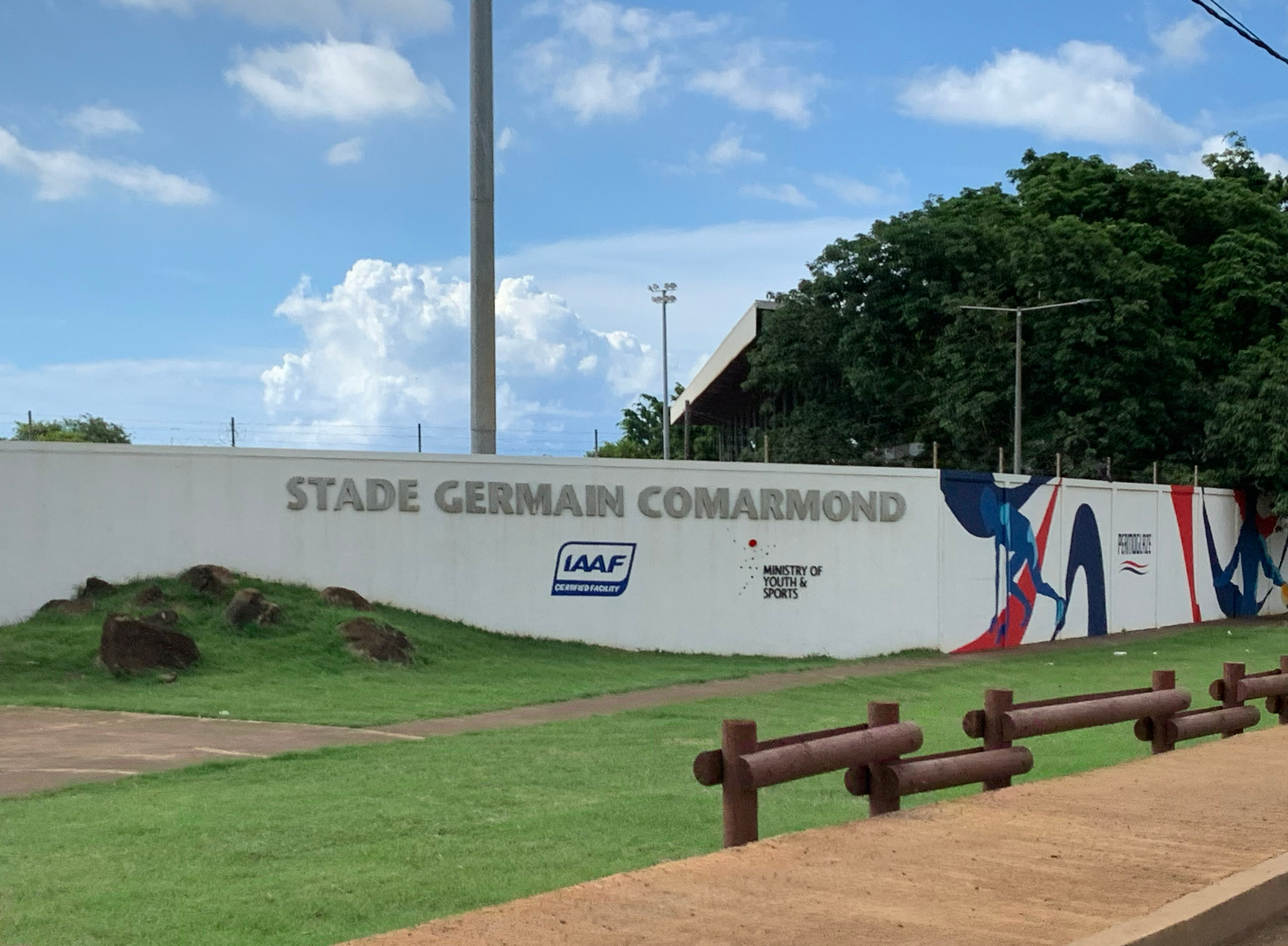
Stade Germain-Comarmond.
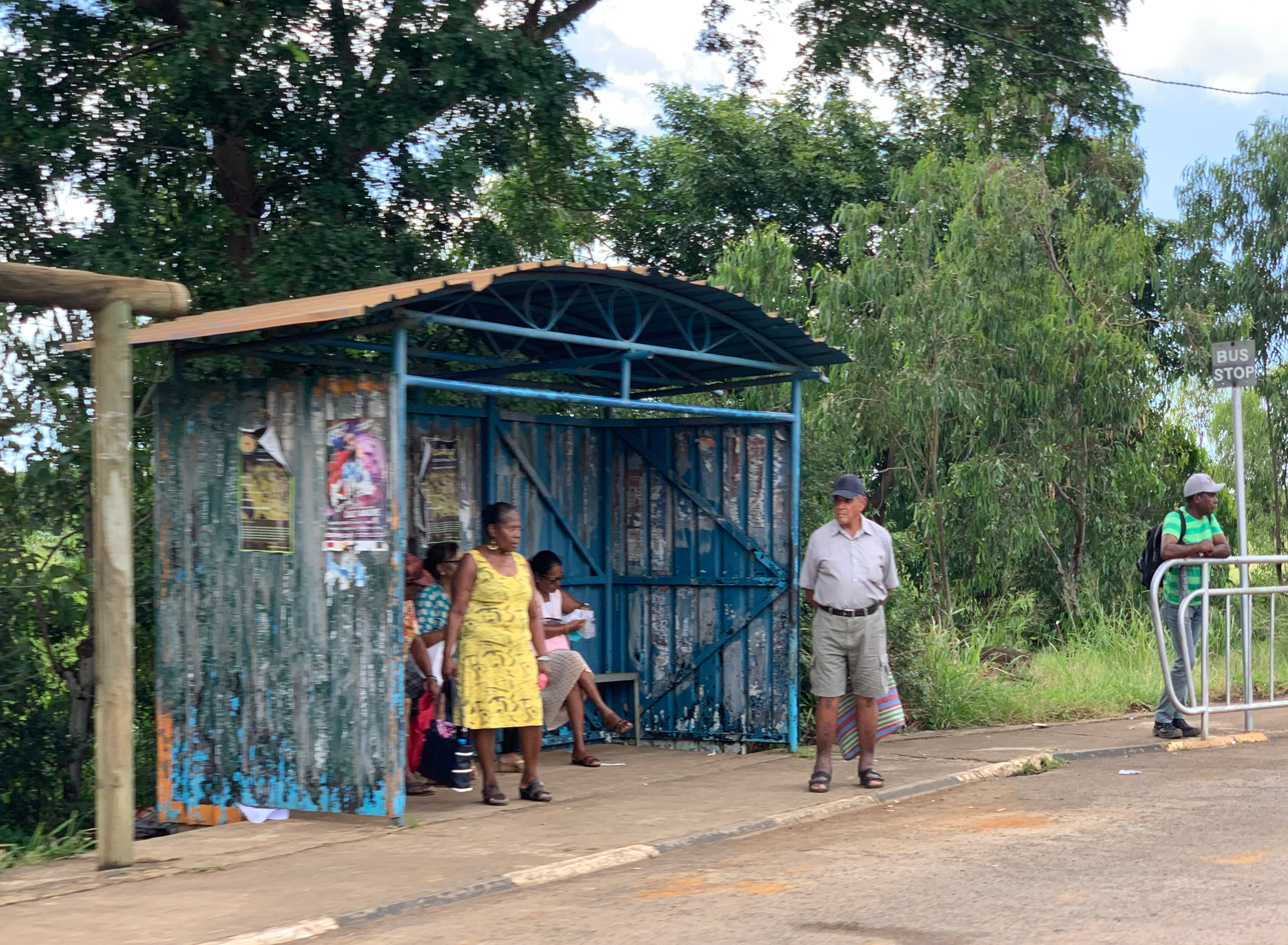
Arrêt de bus.
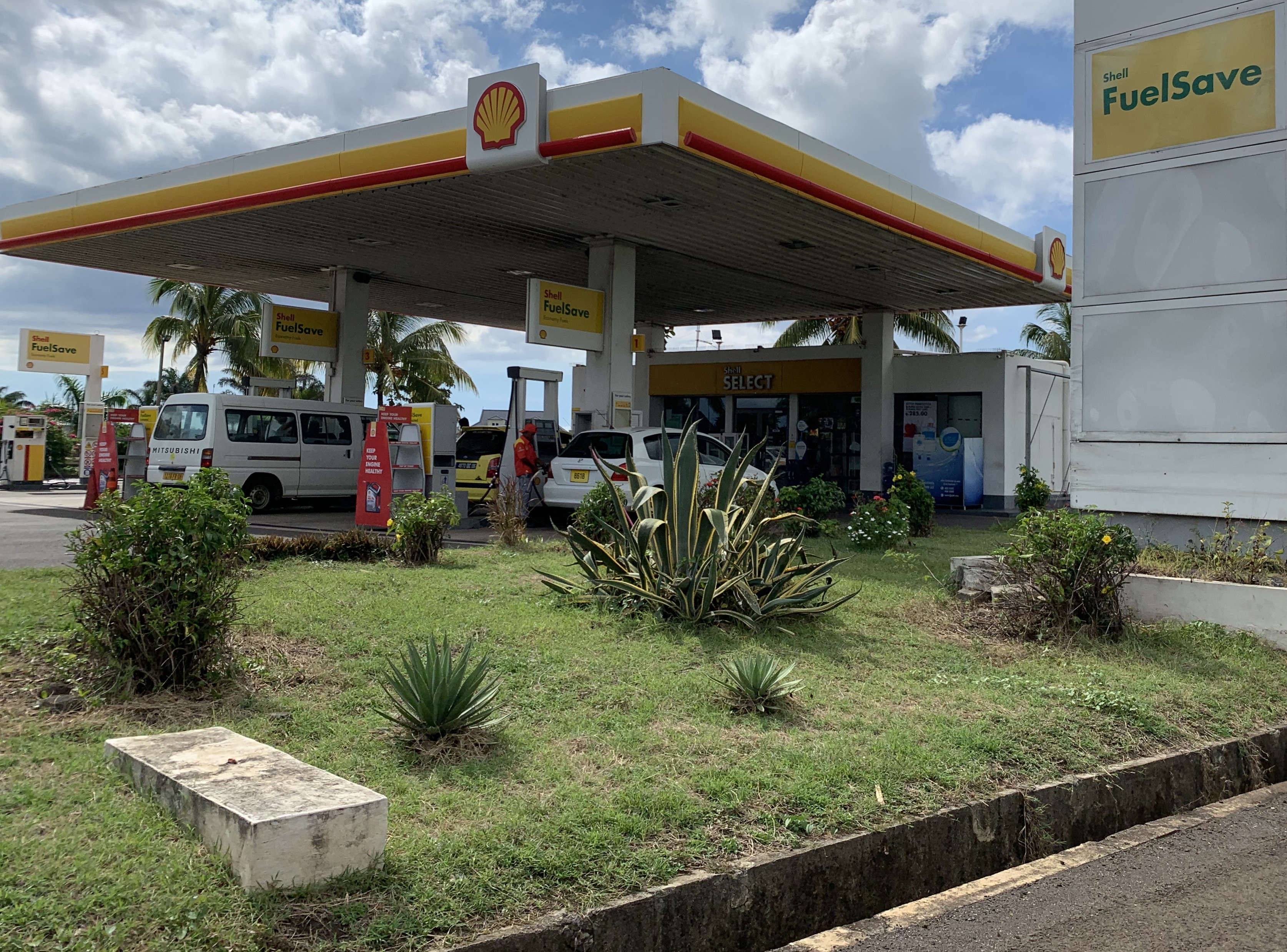
Station-service entre Cascavelle et Bambous.